# Natália Klein
Natalia Klein (Rio de Janeiro, 27 de março de 1985) é uma escritora, roteirista, comediante e atriz brasileira. É a criadora do blog Adorável Psicose, que deu origem à série homônima no canal de TV por assinatura Multishow.
Natalia está creditada como redatora do Zorra Total e também da série Junto & Misturado.

## Filmografia

### Televisão
| Ano       | Título                    | Personagem    | Notas                     | Ref(s)            |
| --------- | ------------------------- | ------------- | ------------------------- | ----------------- |
| 2010–2014 | Adorável Psicose          | Natália       | Protagonista e roteirista | [ 3 ] [ 4 ] [ 5 ] |
| 2010      | Será que Faz Sentido      | Natália       |                           | [ 6 ]             |
| 2011      | Macho Man                 | Nikita        |                           | [ 1 ] [ 7 ] [ 8 ] |
| 2011      | Ed Mort                   | Sereia do SUS |                           |                   |
| 2012–2017 | Prêmio Multishow de Humor | Ela mesma     | Jurada                    | [ 9 ]             |
| 2014–2015 | Fred e Lucy               | Lucy          | Protagonista e roteirista |                   |
| 2022      | Maldivas                  | Verônica      | Também criadora           |                   |

## Livros
| Título                          | Editora              | Nota             | Ref.          |
| ------------------------------- | -------------------- | ---------------- | ------------- |
| O Alienista Caçador de Mutantes | Editora Lua de Papel | 2010.2011.015255 | [ 10 ] [ 11 ] |

## Prêmios e indicações
| Ano  | Prêmio               | Categoria                 | Indicação           | Resultado |
| ---- | -------------------- | ------------------------- | ------------------- | --------- |
| 2011 | Prêmio Extra de TV   | Melhor revelação feminina | Nikita em Macho Man | Indicado  |
| 2012 | Prêmio Contigo de TV | Melhor revelação da TV    | Nikita em Macho Man | Indicado  |